# Benes Leocádio
Luiz Benes Leocádio de Araújo (Santana do Matos, 22 de abril de 1966), mais conhecido como Benes Leocádio é um servidor público e político brasileiro, filiado ao União Brasil. Foi prefeito do município de Lajes por cinco mandatos e presidente da Federação dos Municípios do Rio Grande do Norte (FEMURN) por quatro mandatos. Nas eleições de 2018, foi o deputado federal mais votado pelo Rio Grande do Norte , com 125.841 votos. 
Tem como principais bandeiras de seu primeiro mandato na Câmara Federal a defesa municipalista e luta pelo fortalecimento do espaço federativo. Também pretende discutir a reformulação das leis penais e atuar no enfrentamento a insegurança do Estado, causa que abraçou, principalmente, após o sequestro e assassinato do seu filho de 16 anos, Luiz Benes Júnior. 